# Varizenverödung
Die Varizenverödung, auch Sklerosierung genannt, ist ein Verfahren zur Behandlung von Krampfadern.
Es wird zur Behandlung netzförmiger dünner Krampfadern (Besenreiser) der Beine angewandt. Hierbei wird ein Verödungsmittel bzw. Sklerosierungsmittel (in Deutschland Arzneimittel mit dem Wirkstoff Polidocanol) in die Vene eingespritzt. Durch diese Therapie wird in den Venen eine künstliche Entzündung der Gefäßinnenwand hervorgerufen, was zur Verklebung und damit zum Verschluss der Venen führt. Gut verödete Venen sind dauerhaft verschlossen und stehen dem Blutfluss nicht mehr zur Verfügung. Dadurch werden die venösen Verhältnisse im Bein verbessert, da das Venenblut, das zum Herzen geführt werden muss, nicht mehr in defekten Venen versackt. Unmittelbar nach der Verödung werden die Einstichstellen verklebt und Kompressionsstrümpfe über das behandelte Bein gezogen. Damit die Therapie gut erfolgt, muss der Stützstrumpf die nächsten 48 Stunden durchgehend und weiterhin (je nach Verordnung des Arztes) nur noch tagsüber getragen werden. Größere Krampfadern können mithilfe der Schaumsklerosierung verschlossen werden. Dabei wird das Verödungsmittel mit Luft vermischt, um einen feinblasigen Schaum zu erzeugen. Dieser hat eine größere Oberfläche als die Flüssigkeit und ist daher stärker wirksam.
Auch Ösophagusvarizen können durch Injektion oder Unterspritzung sklerosiert werden.